# ポーツマス条約
ポーツマス条約（ポーツマスじょうやく、英: Treaty of Portsmouth, or Portsmouth Peace Treaty、露: Портсмутский мирный договор）は、アメリカ合衆国大統領セオドア・ルーズベルトの斡旋によって、日本とロシアの間で結ばれた日露戦争の講和条約。日露講和条約とも称する。
1905年（明治38年）9月4日（日本時間では9月5日15時47分）、アメリカ・ニューハンプシャー州ポーツマス近郊のポーツマス海軍造船所において、日本全権小村寿太郎（外務大臣）とロシア全権セルゲイ・ウィッテの間で調印された。
また、条約内容を交渉した会議（同年8月10日 -）のことをポーツマス会議、 日露講和会議、ポーツマス講和会議などと呼ぶ。

## 概要

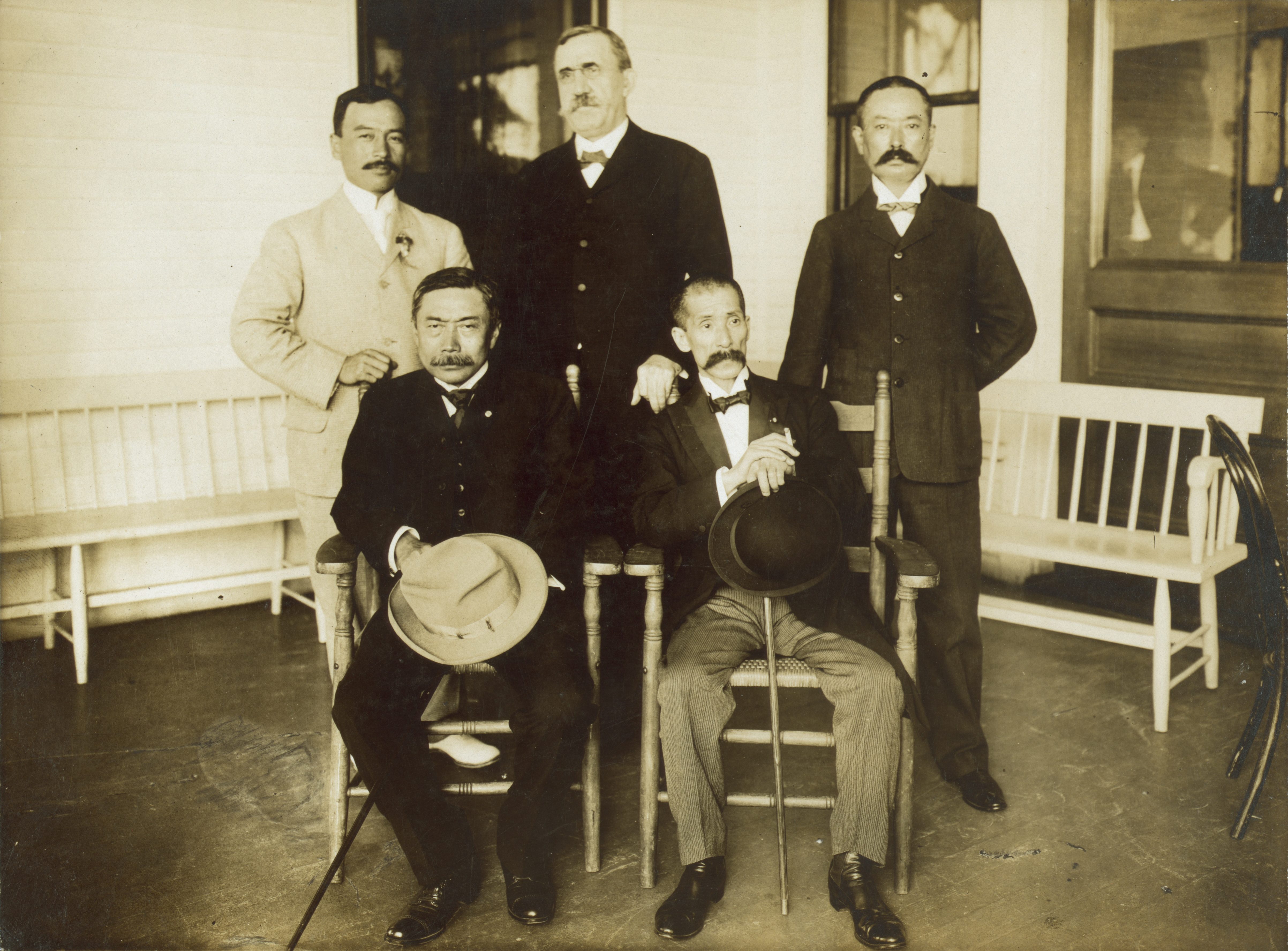
日本の講和団
小村寿太郎（前列右）と高平小五郎（前列左）、随員2名および米国人外交顧問ヘンリー・ウィラード・デニソン（後列中央）。

日露戦争において終始優勢を保っていた日本は、日本海海戦戦勝後の1905年（明治38年）6月、これ以上の戦争継続が国力の面で限界であったことから、当時英仏列強に肩を並べるまでに成長し国際的権威を高めようとしていたアメリカ合衆国に対し「中立の友誼的斡旋」（外交文書）を申し入れた。米国に斡旋を依頼したのは、陸奥国一関藩（岩手県）出身の駐米公使高平小五郎であり、以後、和平交渉の動きが加速化した。
講和会議は1905年8月に開かれた。当初ロシアは強硬姿勢を貫き「たかだか小さな戦闘において敗れただけであり、ロシアは負けてはいない。まだまだ継戦も辞さない」と主張していたため、交渉は暗礁に乗り上げていたが日本としてはこれ以上の戦争の継続は不可能であると判断しており、またこの調停を成功させたい米国はロシアに働きかけることで事態の収拾をはかった。結局、ロシアは満洲および朝鮮からは撤兵し日本に樺太の南部を割譲するものの、戦争賠償金には一切応じないというロシア側の最低条件で交渉は締結した。半面、日本は困難な外交的取引を通じて辛うじて勝者としての体面を勝ち取った。
この条約によって日本は、樺太島（サハリン島）の南半分、満洲南部の鉄道及び領地の租借権、大韓帝国に対する排他的指導権などを獲得したものの、軍事費として投じてきた国家予算4年分にあたる20億円を埋め合わせるための戦争賠償金を獲得することができなかった。そのため、条約締結直後には、戦時中の増税による耐乏生活を強いられてきた国民によって日比谷焼打事件などの暴動が起こった。

## 交渉の経緯

### 交渉に至るまで
1905年3月、日本軍はロシア軍を破って奉天（現在の瀋陽）を占領したものの、継戦能力はすでに限界を超え、特に長期間の専門的教育を必要とする上に、常に部隊の先頭に欠かせない尉官クラスの士官の損耗が甚大で払底しつつあり、なおかつ、武器・弾薬の調達の目途も立たなくなっていた。一方のロシアでは同年1月の血の日曜日事件などにみられる国内情勢の混乱とロシア第一革命の広がり、ロシア軍の相次ぐ敗北とそれに伴う弱体化、さらに日本の強大化に対する列強の怖れなどもあって、日露講和を求める国際世論が強まっていた。

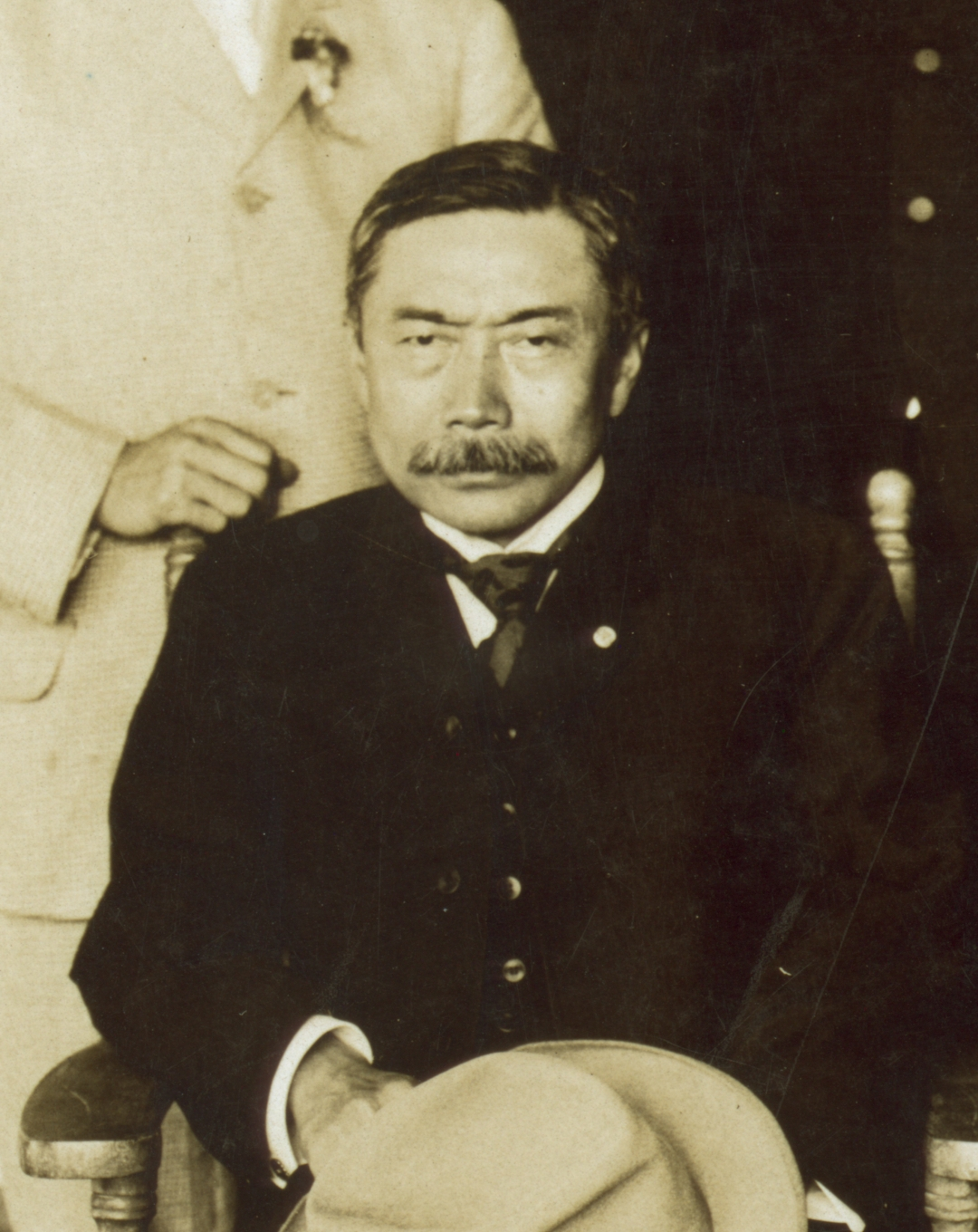
駐米公使高平小五郎

1905年5月27日から28日にかけての日本海海戦での完全勝利は、日本にとって講和への絶好の機会となった。5月31日、小村寿太郎外務大臣は、高平小五郎駐米公使にあてて訓電を発し、中立国アメリカのセオドア・ルーズベルト大統領に「直接かつ全然一己の発意により」日露両国間の講和を斡旋するよう求め、命を受けた高平は翌日「中立の友誼的斡旋」を大統領に申し入れた。ルーズベルト大統領は日露開戦の当初から、アメリカは日本を支持するとロシアに警告し、「日本はアメリカのために戦っている」と公言しており、また全米ユダヤ人協会会長で銀行家のヤコブ・シフと鉄道王のエドワード・ヘンリー・ハリマンが先頭に立って日本の国債を買い支えるなど、アメリカは満洲、蒙古、シベリア、沿海州、朝鮮への権益介入のために日本を支援していた。
米大統領の仲介を得た高平は、小村外相に対し、ポーツマスは合衆国政府の直轄地で近郊にポーツマス海軍造船所があり、宿舎となるホテルもあって、日露両国の全権委員は互いに離れて起居できることを伝えている。
パリ（ロシア案）、芝罘またはワシントンD.C.（日本の当初案）、ハーグ（米英案）を押さえての開催地決定であった。ポーツマスは、ニューヨークの北方約400キロメートル地点に立地し、軍港であると同時に別荘の建ち並ぶ閑静な避暑地でもあり、警備がきわめて容易なことから公式会場に選定されたのである。

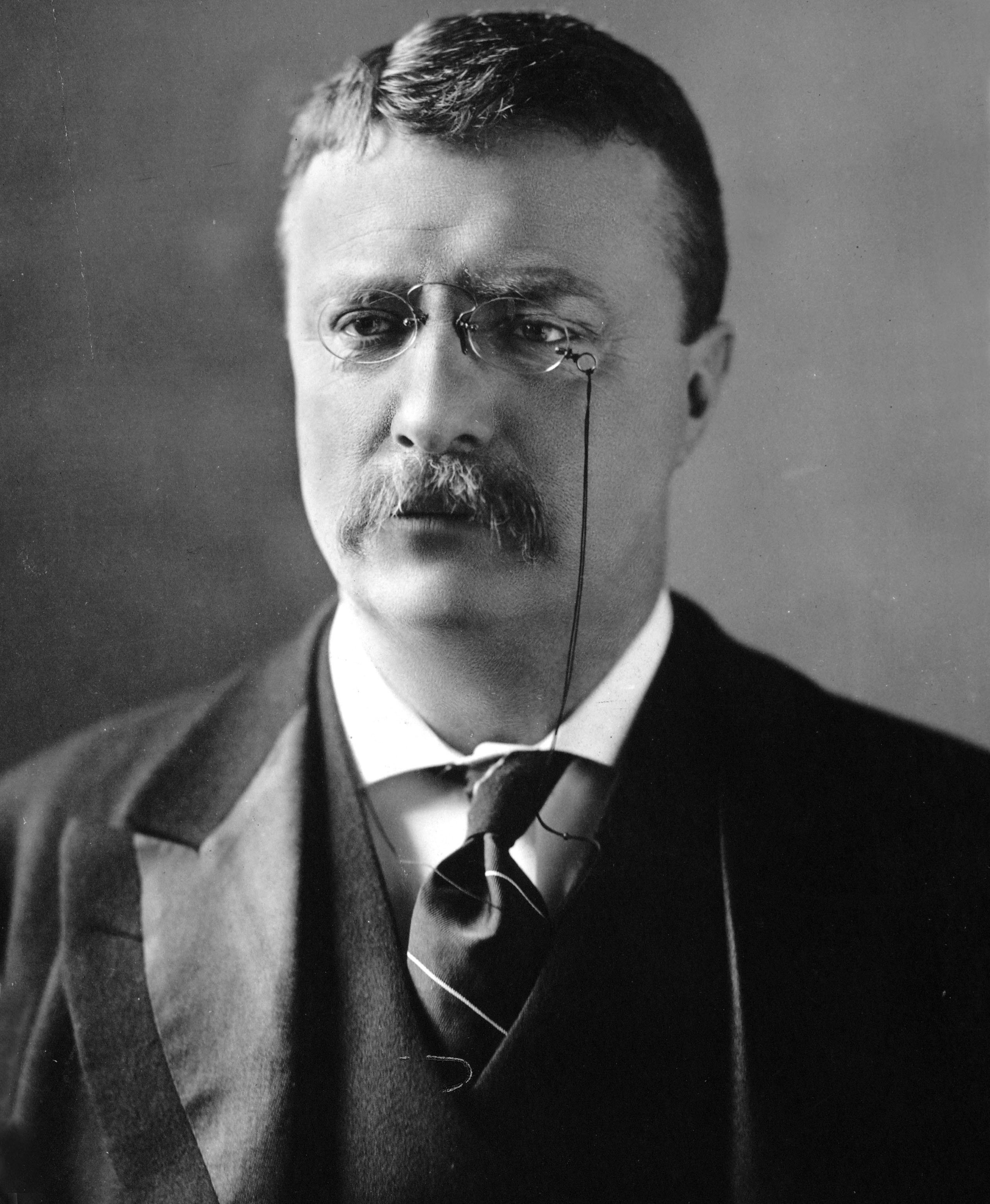
「テディ」として親しまれたアメリカ第26代大統領セオドア・ルーズベルト

また、米国内の開催には、セオドア・ルーズベルトの「日本にとって予の努力が最も利益になるというのなら、いかなる時にでもその労を執る」（外交文書）という発言に象徴される親日的な性格に加え、講和の調停工作を利用し、米国をして国際社会の主役たらしめ、従来ロシアの強い影響下にあった東アジアにおいて、日・米もふくんだ勢力均衡の実現をはかるという思惑があった。
中国の門戸開放を願うアメリカとしては、日本とロシアのいずれかが圧倒的な勝利を収めて満洲を独占することは避けなければならなかったのであり、このアメリカの立場と、国内の革命運動抑圧のため戦争終結を望むロシア、戦力の限界点を超えて勝利を確実にしたい日本のそれぞれの希望が一致したのである。ドイツ・フランス両国からも、「ロシアの内訌がフランス革命の時のように隣国に容易ならざる影響を及ぼす虞がある」（外交文書）として講和が打診されていた。ルーズベルトの仲介はこれを踏まえたものであったが、その背景には、米国がその長期戦略において、従来「モンロー主義」と称されてきた伝統的な孤立主義からの脱却を図ろうとする思潮の変化があった。
ルーズベルト大統領は、駐露アメリカ大使のジョージ・マイヤーにロシア皇帝への説得を命じたあと、1905年6月9日、日露両国に対し、講和交渉の開催を正式に提案した。この提案を受諾したのは、日本が提案のあった翌日の6月10日、ロシアが6月12日であった。なお、ルーズベルトは交渉を有利に進めるために日本は樺太（サハリン）に軍を派遣して同地を占領すべきだと意見を示唆している。
日本の国内において、首相桂太郎が日本の全権代表として最初に打診したのは、外相小村寿太郎ではなく元老伊藤博文であった。桂政権（第1次桂内閣）は、講和条件が日本国民に受け入れがたいものになることを当初から予見し、それまで4度首相を務めた伊藤であれば国民の不満を和らげることができるのではないかと期待したのである。伊藤ははじめは引き受けてもよいという姿勢を示したのに対し、彼の側近は、戦勝の栄誉は桂が担い、講和によって生じる国民の反感を伊藤が一手に引き受けるのは馬鹿げているとして猛反対し、最終的には伊藤も全権大使への就任を辞退した。
結局、日向国飫肥藩（宮崎県）の下級藩士出身で、第1次桂内閣（1901年-1906年）の外務大臣として日英同盟の締結に功のあった小村壽太郎が全権代表に選ばれた。小村は、身長150センチメートルに満たぬ小男で、当時50歳になる直前であった。伊藤博文もまた交渉の容易でないことをよく知っており、小村に対しては「君の帰朝の時には、他人はどうあろうとも、吾輩だけは必ず出迎えにゆく」と語り、励ましている。

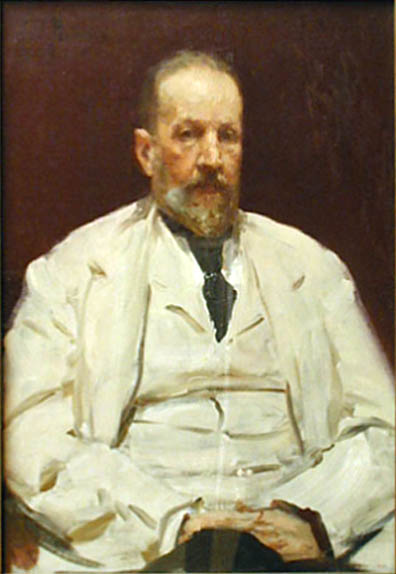
ロシア全権セルゲイ・ウィッテ（イリヤ・レーピン画）

対するロシア全権代表セルゲイ・ウィッテ（元蔵相）は、当時56歳で身長180センチメートルを越す大男であった。戦前は財政事情等から日露開戦に反対していたものの、かれの和平論は対日強硬派により退けられ、戦争中はロシア帝国の政権中枢より遠ざけられていた。ロシア国内では、全権としてウィッテが最適任であることは衆目の一致するところであったが、皇帝ニコライ2世は彼を好まなかった。ウラジーミル・ラムスドルフ外相は駐仏大使のアレクサンドル・ネリードフを首席全権とする案が有力だったが、本人から一身上の都合により断られた。その後、駐日公使の経験をもつデンマーク駐在大使のアレクサンドル・イズヴォリスキー（のち外相）らの名も挙がったが、結局ウィッテが首席全権に選ばれた。イズヴォリスキーはウィッテの名を挙げてラムスドルフ外相に献策したといわれる。失脚していたウィッテが首席全権に選ばれたのは、日本が伊藤博文を全権として任命することをロシア側が期待したためでもあった。ウィッテは、皇帝より「一にぎりの土地も、一ルーブルの金も日本に与えてはいけない」という厳命を受けていた。そのためウィッテは、ポーツマス到着以来まるで戦勝国の代表のように振る舞い、ロシアは必ずしも講和を欲しておらず、いつでも戦争をつづける準備があるという姿勢をくずさなかった。次席全権のロマン・ローゼン駐米大使は開戦時の日本公使であり、彼自身は戦争回避の立場に立っていたとされ、また、西徳二郎外相とのあいだで1898年に西・ローゼン協定を結んだ経歴のある人物である。
すべての戦力においてロシアより劣勢であった日本は、開戦当初より、戦争の期間を約1年に想定し、先制攻撃をおこなって戦況が優勢なうちに講和に持ち込もうとしていた。開戦後、日本軍が連戦連勝をつづけてきたのはむしろ奇跡的ともいえたが、3月の奉天会戦の勝利以後は武器・弾薬の補給も途絶えた。そのため、日本軍は決してロシア軍に対し決戦を挑むことなく、ひたすら講和の機会をうかがった。5月末の日本海海戦でロシアバルチック艦隊を撃滅したことは、その絶好の機会だったのである。
すでに日本はこの戦争に約180万の将兵を動員し、死傷者は約20万人、戦費は約20億円に達していた。満洲軍総参謀長の児玉源太郎は、1年間の戦争継続を想定した場合、さらに25万人の兵と15億円の戦費を要するとして、続行は不可能と結論づけていた。とくに専門的教育に年月を要する下級将校クラスが勇敢に前線を率いて戦死した結果、既にその補充は容易でなくなっていた。一方、ロシアは、海軍は失ったもののシベリア鉄道を利用して陸軍を増強することが可能であり、新たに増援部隊が加わって、日本軍を圧倒する兵力を集めつつあった。
6月30日、桂内閣は閣議において小村・高平両全権に対して与える訓令案を決定した。その内容は、(1)韓国を日本の自由処分にゆだねること、(2)日露両軍の満洲撤兵、(3)遼東半島租借権とハルビン・旅順間の鉄道の譲渡の3点が「甲・絶対的必要条件」、(1)軍費の賠償、(2)中立港に逃げ込んだロシア艦艇の引渡し、(3)樺太および付属諸島の割譲、(4)沿海州沿岸の漁業権獲得の4点が「乙・比較的必要条件」であり、他に「丙・付加条件」があった。それは、(1)ロシア海軍力の制限、(2)ウラジオストク港の武装解除であった。

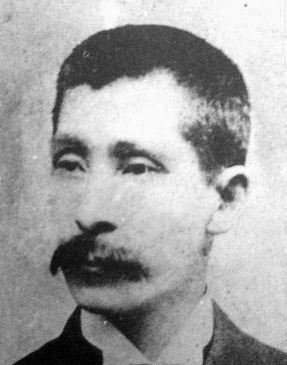
外交官時代「ネズミ公使」と渾名された日本全権小村寿太郎

首席特命全権大使に選ばれた小村は、こうした複雑な事情をすべて知悉したうえで会議に臨んだ。小村の一行は1905年7月8日、渡米のため横浜港に向かうために新橋停車場を出発したが、そのとき新橋駅には大勢の人が集まり、大歓声で万歳し、小村を盛大に見送った。小村は桂首相に対し「新橋駅頭の人気は、帰るときはまるで反対になっているでしょう」とつぶやくように告げたと伝わっている。井上馨はこのとき、小村に対し涙を流して「君は実に気の毒な境遇にたった。いままでの名誉も今度で台なしになるかもしれない」と語ったといわれる。小村一行は、シアトルには7月20日に到着し、一週間後ワシントンでルーズベルト大統領に表敬訪問をおこない、仲介を引き受けてくれたことに謝意を表明した。
児玉源太郎は、日本が講和条件として掲げた対露要求12条のなかに賠償金の一条があることを知り、「桂の馬鹿が償金をとる気になっている」と語ったという。日露開戦前に小村外相に「七博士意見書」を提出した七博士の代表格として知られる戸水寛人は、講和の最低条件として「償金30億円、樺太・カムチャッカ半島・沿海州全部の割譲」を主張し、新聞もまた戸水博士の主張を挙げるなどして国民の期待感を煽り、国民もまた戦勝気分に浮かれていた。黒龍会が1905年6月に刊行した『和局私案』では、韓国を完全に勢力圏におき、東三省（満洲）からのロシアの駆逐、ポシェト湾の割譲、樺太回復、カムチャッカ半島の領有が必要だと論じられた。陸羯南の『日本』でも、賠償金30億円は「諸氏の一致せる最小限度の条件」のひとつに位置づけられていた。日清戦争後の下関条約では、台湾の割譲のほか賠償金も得たため、日本国民の多くは大国ロシアならばそれに見合った賠償金を支払うことができると信じ、巷間では「30億円」「50億円」などの数字が一人歩きしていた。
日本国内においては、政府の思惑と国民の期待のあいだに大きな隔たりがあり、一方、日本とロシアとのあいだでは、「賠償金と領土割譲」の2条件に関して最後の最後まで議論が対立した。
ロシア全権大使ウィッテは、7月19日、サンクト・ペテルブルクを出発し、8月2日にニューヨークに到着した。ただちに記者会見を試み、ジャーナリストに対しては愛想良く対応して、洗練された話術とユーモアにより、米国世論を巧みに味方につけていった。ウィッテは、当初から日本の講和条件が賠償金・領土割譲を要求する厳しいものであることを想定して、そこを強調すれば米国民がロシアに対して同情心を持つようになるだろうと考えたのである。実際に「日本は多額の賠償金を得るためには、戦争を続けることも辞さないらしい」という日本批判の報道もなされ、一部では日本は金銭のために戦争をしているのかという好ましからざる風評も現れた。
それに対して小村は、外国の新聞記者にコメントを求められた際「われわれはポーツマスへ新聞の種をつくるために来たのではない。談判をするために来たのである」とそっけなく答え、中には激怒した記者もいたという。小村はまた、マスメディアに対し秘密主義を採ったため、現地の新聞にはロシア側が提供した情報のみが掲載されることとなった。明らかに小村はマスメディアの重要性を認識していなかった。

### 講和会議

ポーツマス会議。向こう側左からコロストウェツ、ナボコフ、ウィッテ、ローゼン、ブランソン、手前左から安達、落合、小村、高平、佐藤。

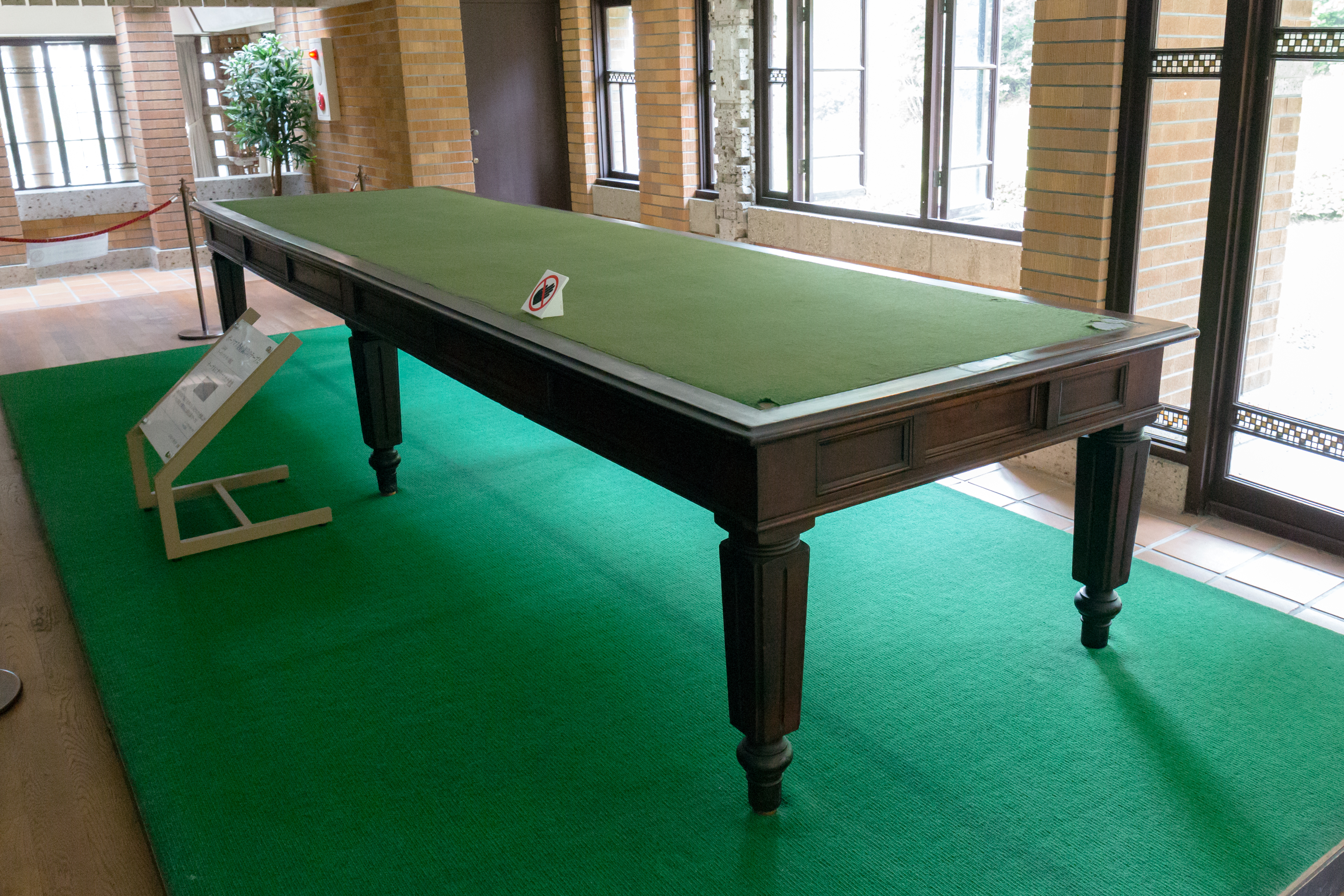
会議で使われた写真中のテーブルは、愛知県の博物館明治村にて展示されている。

講和会議の公式会場はメイン州キタリーに所在するポーツマス海軍工廠86号棟であった。海軍工廠（ポーツマス海軍造船所）はピスカタカ川の中洲にあり、水路の対岸がニューハンプシャー州ポーツマス市である。日本とロシアの代表団は、ポーツマス市に隣接するニューカッスルのホテルに宿泊し、そこから船で工廠に赴いて交渉を行った。
交渉参加者は以下の通りである。
 日本側
- 全権委員：小村寿太郎（外務大臣）、高平小五郎（駐米公使）
- 随員：佐藤愛麿（駐メキシコ弁理公使）、山座円次郎（外務省政務局長）、安達峰一郎（外務省参事官）、本多熊太郎（外務大臣秘書官）、落合謙太郎（外務省二等書記官）、小西孝太郎（外交官補）、立花小一郎陸軍大佐（駐米公使館付陸軍武官）、竹下勇海軍中佐（駐米公使館付海軍武官）、ヘンリー・デニソン（外務省顧問）

 ロシア側
- 全権委員：セルゲイ・ウィッテ（元蔵相・伯爵）、ロマン・ローゼン（駐米大使、開戦時の駐日公使）
- 随員：ゲオルギー・プランソン（ロシア語版）（外務省条約局長）、フョードル・フョードロヴィチ（ペテルブルク大学国際法学者・外務省顧問）、イワン・シポフ（ロシア語版）（大蔵省理財局長）、ニコライ・エルモロフ（ロシア語版）陸軍少将（駐英陸軍武官）、ウラジーミル・サモイロフ（ロシア語版）陸軍大佐（元駐日公使館付陸軍武官）、イリヤ・コロストウェツ（ロシア語版）（ウィッテ秘書、後に駐清公使）、コンスタンチン・ナボコフ（ロシア語版）（外務省書記官）

講和会議は、1905年8月1日より17回にわたって行われた。8月10日からは本会議が始まった。また、非公式にはホテルで交渉することもあった。
8月10日の第一回本会議冒頭において小村は、まず日本側の条件を提示し、逐条それを審議する旨を提案してウィッテの了解を得た。小村がウィッテに示した講和条件は次の12箇条である。
1. ロシアは韓国（大韓帝国）における日本の政治上・軍事上および経済上の日本の利益を認め、日本の韓国に対する指導、保護および監督に対し、干渉しないこと。
2. ロシア軍の満洲よりの全面撤退、満洲におけるロシアの権益のうち清国の主権を侵害するもの、または機会均等主義に反するものはこれをすべて放棄すること。
3. 満洲のうち日本の占領した地域は改革および善政の保障を条件として一切を清国に還付すること。ただし、遼東半島租借条約に包含される地域は除く。
4. 日露両国は、清国が満洲の商工業発達のため、列国に共通する一般的な措置の執行にあたり、これを阻害しないことを互いに約束すること。
5. ロシアは、樺太および附属島、一切の公共営造物・財産を日本に譲与すること。
6. 旅順、大連およびその周囲の租借権・該租借権に関連してロシアが清国より獲得した一切の権益・財産を日本に移転交附すること。
7. ハルビン・旅順間鉄道とその支線およびこれに附属する一切の権益・財産、鉄道に所属する炭坑をロシアより日本に移転交附すること。
8. 満洲横貫鉄道（東清鉄道本線）は、その敷設にともなう特許条件にしたがい、また単に商工業上の目的にのみ使用することを条件としてロシアが保有運転すること。
9. ロシアは、日本が戦争遂行に要した実費を払い戻すこと。払い戻しの金額、時期、方法は別途協議すること。
10. 戦闘中損害を受けた結果、中立港に逃げ隠れしたり抑留させられたロシア軍艦をすべて合法の戦利品として日本に引き渡すこと。
11. ロシアは極東方面において海軍力を増強しないこと。
12. ロシアは日本海、オホーツク海およびベーリング海におけるロシア領土の沿岸、港湾、入江、河川において漁業権を日本国民に許与すること。

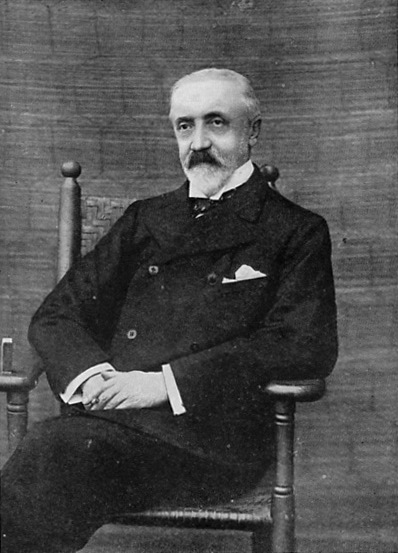
ロシア側の次席全権、ロマン・ローゼン

それに対してウィッテは、8月12日午前の第二回本会議において、2.3.4.6.8.については同意または基本的に同意、7.については「主義においては承諾するが、日本軍に占領されていない部分は放棄できない」、11.については「屈辱的約款には応じられないが、太平洋上に著大な海軍力を置くつもりはないと宣言できる」、12.に対しては「同意するが、入江や河川にまで漁業権は与えられない」と返答する一方、5.9.10については、不同意の意を示した。この日は、第1条の韓国問題についてさらに踏み込んだ交渉がなされた。ウィッテは、日露両国の盟約によって一独立国を滅ぼしては他の列強からの誹りを受けるとして、これに反対した。しかし、強気の小村はこれに対し、今後、日本の行為によって列国から何を言われようと、それは日本の問題であると述べ、国際的批判は意に介せずとの姿勢を示した。ウィッテも譲らず、交渉は初手から難航した。これをみてとったロマン・ローゼンは、この議論を議事録にとどめ、ロシアが日本に抵抗した記録を残し、韓国の同意を得たならば、日本の保護権確立を進めてもよいのではないかという妥協案をウィッテに示した。小村もまた、韓国は日本の承諾がなければ、他国と条約を結ぶことができない状態であり、すでに韓国の主権は完全なものではないと述べた。ウィッテは小村の主張を聞いて、ローゼンの妥協案を受け入れた。こうして、1.についても同意が得られた。
8月14日の第3回本会議では第2条・第3条について話し合われ、難航したものの最終的に妥結した。15日の第4回本会議では第4条の満洲開放問題が日本案通りに確定され、第5条の樺太割譲問題は両者対立のまま先送りされた。16日の第5回本会議では第7条・第8条が討議され、第7条は原則的な、第8条は完全な合意成立に至った。
8月17日の第6回本会議、18日の第7回本会議では償金問題を討議したが、成果が上がらず、小村全権の依頼によって、かねてより渡米し日本の広報外交を担っていた金子堅太郎がルーズベルト大統領と会見して、その援助を求めた。ルーズベルトは8月21日、ニコライ2世あてに善処を求める親電を送った。
8月23日の第8回本会議では、ウィッテは小村に対し「もしロシアがサハリン全島を日本にゆずる気があるならば、これを条件として、日本は金銭上の要求を撤回する気があるか」という質問をなげかけた。ロシアとしては、これをもし日本が拒否したならば、日本は金銭のために戦争をおこなおうとする反人道的な国家であるという印象を世界がいだくであろうと期待しての問いであった。それに対し、小村は樺太はすでに占領しており、日本国民は領土と償金の両方を望んでいると応答した。ルーズベルトは日本に巨大な償金の要求をやめよと声をかけた。
ルーズベルトは再び斡旋に乗りだしたが、ニコライ2世から講和を勧める2度目の親書の返書を受け取ったとき「ロシアにはまったくサジを投げた。講和会議が決裂したら、ラムスドルフ外相とウィッテは自殺して世界にその非を詫びなければならぬ」と口荒く語ったといわれている。8月26日午前の秘密会議も午後の第9回本会議も成果なく終わった。しかし、このとき高平との非公式面談の席上、ロシアは「サハリン南半分の譲渡」を示唆したといわれる。しかし、小村らはロシアは毫も妥協を示さないとして、談判打ち切りの意を日本政府に打電した。
政府は緊急に元老および閣僚による会議を開き、8月28日の御前会議を経て、領土・償金の要求を両方を放棄してでも講和を成立させるべし、と応答した。全権事務所にいた随員も日本から派遣された特派記者もこれには一同たいへんな衝撃を受けた。
これに前後して、ニコライ2世が樺太の南半分は割譲してもよいという譲歩をみせたという情報が同盟国イギリスから東京に伝えられたため、8月29日午前の秘密会議、午後の第10回本会議では交渉が進展し、南樺太割譲にロシア側が同意することで講和が事実上成立した。これに先だち、ウィッテはすでに南樺太の割譲で合意することを決心していた。第10回会議場から別室に戻ったウィッテは「平和だ、日本は全部譲歩した」とささやき、随員の抱擁と接吻を喜んで受けたといわれている。
アメリカやヨーロッパの新聞は、さかんに日本が「人道国家」であることを賞賛し、日本政府は開戦の目的を達したとの記事を掲載した。皇帝ニコライ2世は、ウィッテの報告を聞いて合意の成立した翌日の日記に「一日中頭がくらくらした」とその落胆ぶりを書き記しているが、結局のところ、ウィッテの決断を受け入れるほかなかった。9月1日、両国のあいだで休戦条約が結ばれた。
以上のような曲折を経て、1905年9月5日（露暦8月23日）、ポーツマス海軍工廠内で日露講和条約の調印がなされた。ロシア軍部には強い不満が残り、ロシアの勝利を期待していた大韓帝国の皇帝高宗は絶望した。

### 合意内容

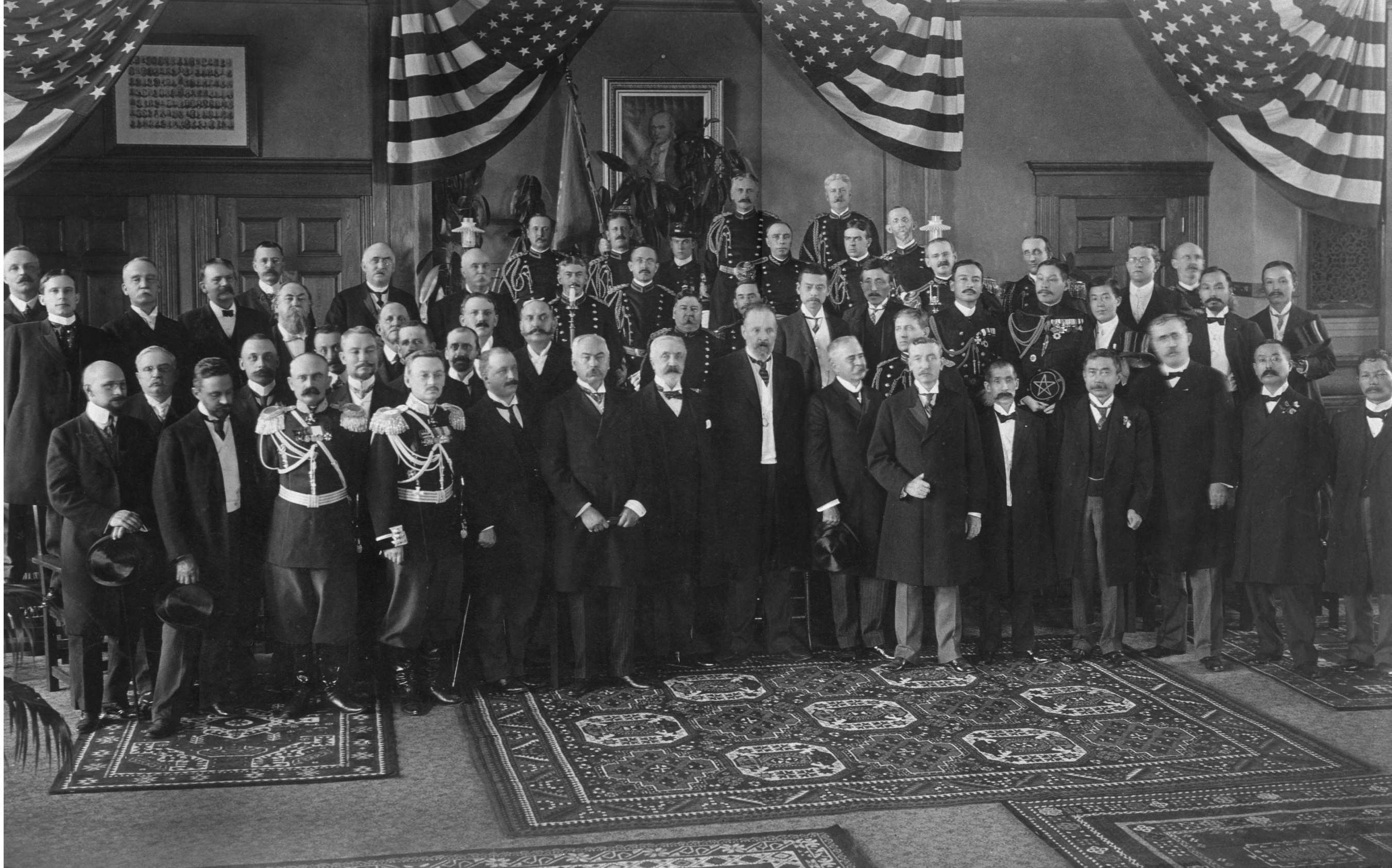
ポーツマス講和会議のレセプション。
ロシア・アメリカ・日本の関係者の集合写真で、最前列（やや右）中央の背の高い人物がウィッテ。その三つ右隣で、一際背の低い人物が小村、その右が高平。

領土開発1875年から1945年：
1875年： 樺太・千島交換条約
1905年： ポーツマス条約
1945年：第二次世界大戦の終わり
（なお、日本は北海道に面している4島の返還を求めている。）

ポーツマス会議における日本全権小村壽太郎の態度はロシア全権ウィッテと比較してはるかに冷静であったとロシア側の傍聴者が感嘆して記している。すでに日本の軍事力と財政力は限界に達しており、にもかかわらず日本の国民大衆はそのことを充分認識していないという状況のなか、ロシアの満洲・朝鮮からの撤兵という日本がそもそも日露戦争をはじめた目標を実現し、新たな権益を獲得して強国の仲間入りを果たした。
ウィッテは、ロシア国内に緒戦の敗北は持久戦に持ち込むことによって取り戻すことができるとする戦争継続派が存在するなかの交渉であった。講和会議が決裂した場合には、ウィッテが失脚することはほぼ間違いない状況であった。国内の混乱も極限状態であり、革命前夜といってよかった。ウィッテは小村以上の窮状に身をおきながら、日本軍が侵攻した樺太全島のうち、北緯50度以南をあたえただけで北部から撤退する約束のみならず、賠償金支払いをおこなわない旨の合意を日本から取り付けることができた。
講和内容の骨子は、以下の通りである。
1. 日本の朝鮮半島に於ける優越権を認める。
2. 日露両国の軍隊は、鉄道警備隊を除いて満洲から撤退する。
3. ロシアは樺太の北緯50度以南の領土を永久に日本へ譲渡する。
4. ロシアは東清鉄道の内、旅順－長春間の南満洲支線と、付属地の炭鉱の租借権を日本へ譲渡する。
5. ロシアは関東州（旅順・大連を含む遼東半島南端部）の租借権を日本へ譲渡する。
6. ロシアは沿海州沿岸の漁業権を日本人に与える。

日本は1905年10月10日に講和条約を批准し、ロシアは10月14日に批准している。

## 影響

1905年9月5日、東京の日比谷公園で開かれた講和条約反対の決起集会

「金が欲しくて戦争した訳ではない」との政府意向と共に賠償金を放棄して講和を結んだことは、日本以外の各国には好意的に迎えられ、「平和を愛するがゆえに成された英断」と喝采を送った外国メディアも少なくなかった。
しかし日本国民とそのマスコミの多くは、連戦連勝の軍事的成果にかかわらず、どうして賠償金を放棄し講和しなければならないのかと憤った。有力紙であった『万朝報』もまた小村全権を「弔旗を以て迎えよ」とする社説を掲載した。しかし、もし戦争継続が軍事的ないし財政的に日本の負荷を超えていることを公に発表すれば、それはロシアの戦争継続派の発言力を高めて戦争の長期化を促し、かえって講和の成立を危うくする怖れがあったため、政府は実情を正確に国民に伝えることができなかったのである。
日本政府としては、このような大きなジレンマをかかえていたが、果たして、ポーツマス講和条約締結の9月5日、東京の日比谷公園で小村外交を弾劾する国民大会が開かれ、これを解散させようとする警官隊と衝突し、さらに数万の大衆が首相官邸などに押しかけて、政府高官の邸宅、政府系と目された国民新聞社を襲撃、交番や電車を焼き打ちするなどの暴動が発生した（日比谷焼打事件）。群衆の怒りは、講和を斡旋したアメリカにも向けられ、東京の米国公使館のほか、アメリカ人牧師の働くキリスト教会までも襲撃の対象となった。結局、政府は戒厳令をしき軍隊を出動させた。こうした騒擾は、戦争による損害と生活苦に対する庶民の不満のあらわれであったが、講和反対運動は全国化し、藩閥政府批判と結びついて、翌1906年（明治39年）、第1次桂内閣は退陣を余儀なくされた。このような暴動・講和反対運動が日本国内で起こったことは、日本政府が持っていた戦争意図への不信感を植えつける結果になってしまった。
小村はといえば、講和会議直後の9月9日、滞米中に発病して、医師より絶対安静を命じられ、9月14日付の電報で腸チフス初期の兆候であることを桂太郎に伝えている。元来、小村には肺結核の持病があったが、心身ともに疲弊して帰国したのがようやく10月16日のことであった。その日、横浜港に停泊していた日本艦隊と来舶中の英国艦隊は礼砲を撃ったが、横浜市民は小村が上陸すると知るや、英国艦隊歓迎のために掲げた国旗を皆おろしてしまったという。しかし、伊藤博文は小村を出迎え、厚く慰労のことばをかけた。また、留守宅襲撃と一家殺害の知らせを前もって聞いていた小村は、船内まで入ってきた長男小村欣一の姿をみて「おまえ生きておったか」と声をかけ、しばらく愛息の顔を見つめていたと伝わっている。新橋駅では、群衆より「速やかに切腹せよ」「日本に帰るよりロシアに帰れ」との罵声を浴びた。乗降場に降り立った小村を、総理大臣桂太郎と海軍大臣山本権兵衛が左右両側から抱きかかえるように寄り添い、小村を撃とうとする者がいた場合に備えて命をかけて小村を守ったといわれている。
ルーズベルト大統領の意向を受けてエドワード・ヘンリー・ハリマンが来日し、1905年10月12日に奉天以南の東清鉄道の日米共同経営を規定した桂・ハリマン協定が調印されたが、モルガン商会からより有利な条件を提示されていた小村外相の反対によって破棄された。
清国に対しては、1905年12月、満洲善後条約が北京において結ばれ、ポーツマス条約によってロシアから日本に譲渡された満洲利権の移動を清国が了承し、加えて新たな利権が日本に対し付与された。すなわち、南満洲鉄道の吉林までの延伸および同鉄道守備のための日本軍常駐権ないし沿線鉱山の採掘権の保障、また、同鉄道に併行する鉄道建設の禁止、安奉鉄道の使用権継続と日清両国の共同事業化、営口・安東および奉天における日本人居留地の設置、さらに、鴨緑江右岸の森林伐採合弁権獲得などであり、これらはいずれも戦後の満洲経営を進める基礎となり、日本の大陸進出は以後いっそう本格化した。
大韓帝国皇帝高宗はロシア勝利を期待したため、深く失望したといわれる。韓国に関しては、7月の桂・タフト協定でアメリカに、8月の第二次日英同盟条約でイギリスに、さらにこの条約ではロシアに対しても、日本の韓国に対する排他的優先権が認められ、11月の第二次日韓協約によって韓国は外交権を失った。12月、首都漢城に統監府が置かれ、韓国は日本の保護国となった。
この条約の結果、日本は「一等国」と国内外から呼ばれるようになった。当時の大国に所在した日本の在外公館は、多くは公使館であったがいずれも大使館に昇格し、在東京の外国公使館も大使館に格上げされることとなった。しかし、その一方、国民のあいだでは従来の明確な国家目標が見失われ、国民の合意形成は崩壊の様相を呈した。
セオドア・ルーズベルト米大統領は、この条約を仲介した功績が評価されて、1906年にノーベル平和賞を受賞した。また、この条約ののちアメリカは極東地域への発言権と関与をしだいに強めていった。ルーズベルトの意欲的な仲介工作によって、ポーツマス講和会議は国際社会における「アメリカの世紀」への第一歩となったという評価もある。
ロシアでは、皇帝の専制支配に対する不満が社会を覆い、10月に入るとインフレーションに対する国民の不満は一挙に爆発してゼネスト（ゼネラル・ストライキ）の様相を呈した。講和会議のロシア全権であったセルゲイ・ウィッテは混乱収拾のために十月詔書を起草、皇帝ニコライ2世はそれに署名した。しかし、なおもロシア第一革命にともなう混乱は1907年までつづいた。

## 補説

### 歴史遺産としてのポーツマス

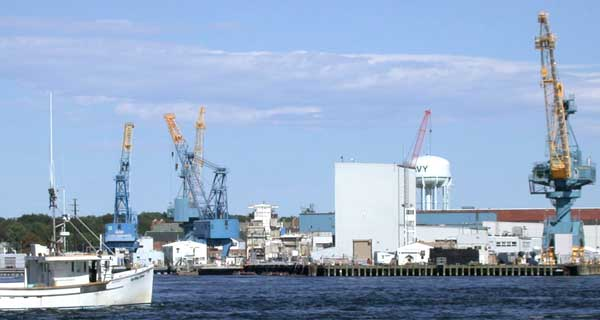
ポーツマス海軍工廠
（2004年9月撮影）

ポーツマスはニューハンプシャー側に位置し、ポーツマス海軍工廠はメイン州側で州を挟んでいる。
アメリカでは、ポーツマス講和会議にかかわる歴史遺産の保全活動が進められている。
日本全権が宿舎としたウェントワース臨海ホテルは1981年に閉鎖されたままとなっており、老朽化が著しく、雨漏りや傷みもひどかった。そこで、ポーツマス日米協会が窓口となって「ウェントワース友の会」が設立され、ホテルの再建計画が立てられ愛、復元作業がなされた。
公式会場となったポーツマス海軍工廠では、1994年3月、会議当時の写真や資料を展示する常設の「ポーツマス条約記念館」が開設された。2005年、老朽化のため海軍工廠を閉鎖するとの政府決定が発表されたが、ポーツマスではそれに対する反対運動が起こり、その結果、閉鎖は撤回されている。
また、現地では、日米露3国の専門家による「ポーツマス講和条約フォーラム」が幾度か開催されており、2010年にはニューハンプシャー州で9月5日を州の記念日にする条例が成立した。

### モンテネグロ公国参戦について
モンテネグロ公国は日露戦争に際してロシア側に立ち、日本に対して宣戦布告したという説がある。これについては、2006年（平成18年）2月14日に鈴木宗男議員が、「一九〇四年にモンテネグロ王国が日本に対して宣戦を布告したという事実はあるか。ポーツマス講和会議にモンテネグロ王国の代表は招かれたか。日本とモンテネグロ王国の戦争状態はどのような手続きをとって終了したか」との内容の質問主意書を提出。これに対し日本政府は、「政府としては、千九百四年にモンテネグロ国が我が国に対して宣戦を布告したことを示す根拠があるとは承知していない。モンテネグロ国の全権委員は、御指摘のポーツマスにおいて行われた講和会議に参加していない」との答弁書を出している。
ロシアの公文書を調査したところ、ロシア帝国がモンテネグロの参戦打診を断っていたことが明らかとなり、独立しても戦争状態にならないことが確認された。

## 年譜
いずれも1905年（明治38年）。調印7日後にイギリスの国有電信会社と太平洋間海底ケーブルについて契約が締結されている。
- 5月28日 - 日本海海戦が日本大勝利のうちに終わる。
- 5月31日 - 小村外相が高平駐米公使にあててセオドア・ルーズベルト米大統領に日露講和の斡旋を依頼するよう訓電。
- 6月1日 - 高平公使、ルーズベルト大統領に仲介の斡旋を依頼。
- 6月2日 - ルーズベルト大統領、高平公使の依頼を承諾。
- 6月9日 - ルーズベルト大統領、日露両国に対し、講和交渉の開催を正式に提案。
- 6月10日 - 日本、ルーズベルト提案を受諾。
- 6月12日 - ロシア、ルーズベルト提案を受諾。
- 7月7日 - 陸軍第13師団、南樺太に上陸。
- 7月8日 - 小村、渡米のため新橋停車場を出発、盛大に送迎される。陸軍第13師団、大泊を占領。
- 7月19日 - ウィッテ、サンクトペテルブルクを出発。
- 7月20日 - 小村、シアトルに到着。
- 7月24日 - 陸軍第13師団、北樺太に上陸。アレクサンドロフスク（現在のアレクサンドロフスク・サハリンスキー）を占領。
- 7月29日 - 桂太郎首相と来日中のウィリアム・タフト米陸軍長官が会談。桂・タフト協定を締結。
- 7月31日 - 樺太のロシア軍が降伏。樺太全島が日本軍政下に。
- 8月2日 - ウィッテ、ニューヨークに到着。
- 8月8日 - 日露両国の全権団がポーツマスに到着。
- 8月10日 - ポーツマス会議が始まる。第1回本会議。
- 8月12日
  - 第2回本会議。
  - 第二次日英同盟条約締結。
- 8月14日
  - 第3回本会議。
  - 桂首相、立憲政友会の原敬と会談。日露講和支持を取り付けることに成功。
  - 大阪朝日新聞が、商況電報のかたちで検閲をくぐりぬけた特派員電で、ポーツマス会議で賠償金が獲得できないことを号外でスクープ。日本国内騒然となる。
- 8月15日 - 第4回本会議。
- 8月16日 - 第5回本会議。
- 8月17日
  - 第6回本会議。
  - 講和問題同志連合会、東京明治座で集会。講和条約譲歩絶対反対決議を採択。
- 8月18日 - 第7回本会議。
- 8月19日 - ロシア皇帝ニコライ2世、ドゥーマ（第一国会）を召集する。
- 8月21日 - ルーズベルト米大統領、ニコライ2世あてに善処を求める親電を発信。
- 8月22日 - ルーズベルト米大統領、日本全権団に賠償金要求放棄を勧告。
- 8月23日 - 第8回本会議。ウィッテ、日本側妥協案を拒否。
- 8月24日 - 戸水寛人東京帝国大学法科大学教授、講和会議に反対する論文で休職になる（戸水事件）。
- 8月26日 - 第9回本会議。
- 8月28日 - 御前会議で賠償金、領土割譲に関し譲歩してでも講和条約締結を優先することを決定。小村全権に訓令。
- 8月29日 - 第10回本会議で日露講和成立。
- 9月1日
  - 日露休戦条約を締結。　
  - 国民新聞を除く有力各紙が日露講和条約に反対する社説を掲載。
- 9月2日 -立憲政友会代議士会及び院外団有志、憲政本党政務調査会がそれぞれ政府問責決議と講和条約反対を決議する。
- 9月3日 - 大阪市公会堂をはじめとする全国各地で講和条約反対と戦争継続を唱える集会が開催される。
- 9月5日
  - 日露両国、講和条約（ポーツマス条約）に調印。
  - 小川平吉（のち青天会発起人）、大竹貫一、桜井熊太郎らが日比谷焼討事件を誘致。
- 9月6日 - 東京市、東京府5郡に戒厳令、即日施行。内務大臣に治安妨害の新聞雑誌の発行停止権をあたえられる（勅令）（のち大阪朝日、東京朝日、万朝報、報知など発行停止を命じられる）
- 9月9日 - 小村寿太郎、腸チフスを発症。
- 9月11日 - 戦艦三笠、佐世保港内で火災のため沈没、死者339名を出す。
- 9月12日 - Commercial Pacific Cable Company と契約。ケーブルの敷設を分担。米企業側がグアム-小笠原間、日本側が小笠原-横浜間という共同事業。[39]
- 9月14日 - 大山巌満洲軍総司令官、全軍に戦闘停止命令。
- 9月21日 - 東大七博士、講和条約批准拒否の上奏文を提出する。メンバーは東京帝国大学教授戸水寛人、富井政章、小野塚喜平次、高橋作衛、金井延、寺尾亨、学習院教授中村進午。
- 10月10日 - 日本、講和条約を批准。
- 10月14日 - ロシア、講和条約を批准。
- 10月16日 - 講和条約を公布。
- 10月27日 - 日本政府、韓国保護国化を閣議決定。
- 10月23日 - 東京湾で、海軍凱旋式による大観艦式挙行、艦艇200隻、観衆数万人。
- 10月30日 - ロシア、十月詔書（十月宣言）発布。
- 11月17日 - 第二次日韓協約。
- 11月29日 - 戒厳令、廃止。
- 12月2日 - 外交官・領事官官制改正公布（勅令。あらたに大使・大使館をおく）。駐英公使館を大使館に昇格（告示）。
- 12月21日 - 第二次日韓協約に基づき統監府を漢城に設置（初代統監伊藤博文）。
- 12月22日 - 日清両国、北京で満洲善後条約を締結。

## 関連作品
小説
- 吉村昭『ポーツマスの旗』新潮社、1979年／<新潮文庫>、1983年。ISBN 410-1117144。電子出版あり

テレビ番組
- 『ポーツマスの旗』NHK総合、1981年12月5日と12月12日のスペシャルドラマで放映（全4部・6時間）